# يونغلي تونغباو
يونغلي تونغباو (بالصينية التقليدية: 永樂通寳؛ بالصينية المبسطة: 永乐通宝؛ البينيين: yǒnglè tōng bǎo)، اليابانية :永楽通宝( إيراكو تسوهو)؛ الفيتنامية: Vĩnh Lạc Thông Bảo كانت عملة نقدية صينية من عصر أسرة مينغ انتجت في عهد إمبراطور يونغلي. نظرًا لأن سلالة مينغ لم تنتج عملات نحاسية في ذلك الوقت لأنها استخدمت في الغالب العملات الفضية والأوراق النقدية كعملة رئيسية، فإن السجلات تختلف حول متى أمر إمبراطور يونغلي بإنشائها بين عامي 1408 و1410، وذلك لأن إنتاج العملات النقدية التقليدية توقف في وقت سابق في عام 1393. ومن الجدير بالذكر أن عملات يونغلي تونغباو النقدية لم تُصنع للسوق الصينية الداخلية حيث استمرت العملات الفضية والأوراق النقدية في الهيمنة، بل انتجت في الواقع للمساعدة في تحفيز التجارة الدولية حيث استخدمت العملات النقدية الصينية كشكل شائع من أشكال العملة في جميع أنحاء جنوب وجنوب شرق وشرق آسيا.
وبما أن عملات يونغلي تونغباو النقدية كانت تستخدم في المقام الأول في التجارة الخارجية فقط، فمن النادر للغاية العثور على عملات يونغلي تونغباو في الحفريات الأثرية داخل حدود الصين. في الواقع، في حين أن عدد قليل جدًا من كنوز العملات المعدنية من سلالة مينغ في الصين تحتوي على عملات يونغلي تونغباو، فإن عملات يونغلي تونغباو اكتشفت بكميات كبيرة في دول مثل الهند، سريلانكا، ماليزيا، سنغافورة، إندونيسيا، تايلاند، فيتنام، كوريا الجنوبية، واليابان، وغالبًا ما تزن هذه الكنوز من العملات عشرات الأطنان. خارج آسيا، عثر على عملات يونغلي تونغباو النقدية أيضًا في أماكن مثل أفريقيا ويوكون.
في اليابان، أصبحت عملات Eiraku Tsūhō النقدية (القراءة اليابانية لـ Yongle Tongbao) تصميمًا شائعًا للغاية، وأنتجت العديد من دور سك العملة الخاصة والحكومية نسخًا من العملة. استخدم تصميم عملة إيراكو تسوهو أيضًا على علم أودا نوبوناغا.

## في الصين
بعد أن أمر الإمبراطور يونغلي بإنتاجها، بدأ إنتاج عملات يونغلي تونغباو النقدية في دور سك العملة في بكين، نانجينغ، وفوجيان، فضلاً عن دور سك العملة الإقليمية في تشجيانغ وقوانغدونغ. ومع ذلك، بما أن هذه العملات المعدنية كانت تُصنع في المقام الأول للتجارة الخارجية ويحملها مبعوثو البلاط الصيني، فإنها لم تكن متداولة بشكل عام داخل الصين نفسها، حيث ظلت العملات الفضية والأوراق النقدية الوسيلة السائدة للتبادل. في ظل الحكام اللاحقين، لم يكن من الممكن الاستمرار في سك العملات إلا بكميات قليلة.

## في اليابان
منذ عام 1587 بدأت اليابان في تصدير السلع إلى الصين وحصلت على عملات نقدية صينية من سبائك النحاس مقابل الدفع، وفي ذلك الوقت توقف اليابانيون عن سك عملاتهم الخاصة وبدأوا يعتمدون بشكل كبير على العملات النقدية الصينية مع زيادة الطلب الداخلي على العملات النحاسية. تُعرف عملة إيراكو تسوهو في اليابان باسم توريسن ("عملة تانغ" أو "العملة الصينية")، كما بدأت عملات نقدية أخرى تحمل نقوشًا من عصر أسرة مينغ في التداول في اليابان. وبما أن واردات العملات النقدية الصينية لم تكن تلبي الطلب في السوق اليابانية، بدأت العديد من دور سك العملة اليابانية في صنع نسخ طبق الأصل من هذه العملات التي كانت تُعرف باسم "شيتشوسن"، وكانت العملات ذات الجودة الرديئة تُعرف باسم "بيتاسين" أو النقود المصنوعة من معادن رديئة. ظلت هذه العملات التي تحمل نقوش سلالة مينغ متداولة في اليابان حتى حظرت رسميًا من قبل شوغونية توكوغاوا في عام 1608. على الرغم من ذلك، استمر تداول عملة بيتاسين داخل اليابان، ولكن منذ عام 1670 حظر تداول عملة إيراكو تسوهو تمامًا وخفضت قيمتها لصالح عملات كاني تسوهو النقدية التي تنتجها الحكومة.

### الارتباط مع أودا نوبوناغا

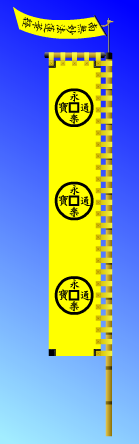
علم (نوبوري) لأودا نوبوناغا يعرض عملات إيراكو تسوهو الصينية.

في الشهر الخامس من عام ايروكو 3 (永禄三年، أو 1560 في التقويم الغريغوري)، كان الدايميو أودا نوبوناغا يستعد لمعركة أوكيهازاما، وبينما كان لديه جيش من أربعين ألف رجل، لم يتمكن من جمع سوى حوالي ألفين وخمسمائة جندي لهذه المعركة الحاسمة. ثم ذهب أودا نوبوناغا للصلاة من أجل حملة عسكرية منتصرة في أتسوتا جينغو القريبة، وطلب من الآلهة أن يظهروا له علامة على أن صلواته ستُستجاب، وبينما كان ينظر إلى حفنة من عملات إيراكو تسوهو النقدية قرر رميها في الهواء. وعندما سقطوا على الأرض هبطوا جميعًا ورؤوسهم مرفوعة، فأخذ ذلك كعلامة على أن الآلهة ستباركه وأبلغ رجاله أنهم سينتصرون لأن الآلهة فضلتهم. بعد الفوز في المعركة، استخدم عملة إيراكو تسوهو كزخرفة لعلمه (نوع من العلم أو اللافتة)، ثم رصع عملات إيراكو تسوهو هذه على تسوبا السيف الذي حمله أثناء المعركة. بعد انتصار قوات أودا نوبوناغا، قال خادمه هاياشي هيديسادا إن الآلهة لابد وأن تحدثت بالفعل من خلال هذه العملات، فرد نوبوناغا قائلاً المثل البوذي الزن "أنا أعلم فقط أنني راضٍ عما حصلت عليه" (吾唯足知، ware tada taru o shiru) وقدم له عملة إيراكو تسوهو التي كان وجهها الأمامي والخلفي على شكل رأس. لا تعد شعارات العائلة التي تحمل هذا المثل مكتوبًا حول حفرة مربعة تشبه العملة النقدية أمرًا غير شائع بين العائلات العسكرية. هناك احتمال آخر لسبب استخدام أودا نوبوناغا لعملات إيراكو تسوهو النقدية كزخرفة على نوبوري الخاص به وهو أن إيراكو تسوهو كانت مستوردة في الأصل من الصين مينغ خلال فترة موروماتشي وانتشرت في جميع أنحاء اليابان كعملة فعلية، وتشير التكهنات إلى أن نوبوناغا حاول محاكاة ذلك من خلال جعل إيراكو تسوهو شعاره مما يعني أن قوته أيضًا ستنتشر في جميع أنحاء اليابان.
كان تسوبا أودا نوبوناغا يحمله أثناء حملاته العسكرية والتي رصع Eiraku Tsūhō فيها وكان يُلقب بـ "تسوبا الذي لا يقهر" (ま け ず の 鍔) لأنه فاز في جميع المعارك التي خاضها أثناء حمل هذا التسوبا. قسم Eiraku Tsūhō على هذه التسوبا مع 6 منها على جانب omote و 7 منها معروضة على جانب ura. اعلن هذه التسوبا باعتبارها كوكوهو (كنزًا وطنيًا) في عام 1920.

## التأثير على عملة ريوكيوان

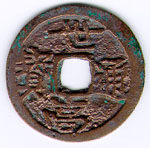
عملة نقدية من نوع سيكو تسوهو (世高通寳) صنعت باستخدام عملة نقدية معدلة من نوع يونغلي تونغباو كعملة أم.

منذ عام 1461، بدأت مملكة ريوكيو في عهد الملك شو توكو في سك عملات نقدية من نوع سيكو تسوهو (世高通寳) على أساس عملة يونغلي تونغباو، وصنعت هذه العملات باستخدام عملات يونغلي تونغباو المتداولة كعملات أم ونقش الأحرف سيكو (世高) من نقش يونغلي في الجزء العلوي والسفلي من العملة، مما جعل سيكو تبدو مستديرة بينما ظلت تسوهو (通寳) زاويّة للغاية، حيث ينكمش النحاس أثناء جزء التبريد من عملية التصنيع، تميل عملات سيكو تسوهو هذه إلى أن تكون صغيرة الحجم. كما هو الحال مع عملات يونغلي تونغباو النقدية العادية، فليس من غير المألوف العثور على عملات ريوكيوان النقدية من هذه الفترة أيضًا في كنوز العملات في دول مثل إندونيسيا.

## عملات يونغلي تونغباو النقدية في كينيا
اكتشفت عملات نقدية من نوع يونغلي تونغباو أنتجتها سلالة مينغ في دولة كينيا الواقعة في شرق إفريقيا، في عام 2010 اكتشف فريق من علماء الآثار الكينيين والصينيين عملة نقدية من نوع يونغلي تونغباو في قرية مامبروي التي تقع شمال ماليندي مباشرة، واعتبرت هذه العملة وغيرها من الأشياء ذات الأصل الصيني في المنطقة دليلاً على مدى وصول بعثة تشنغ خه حيث من المرجح أن هذه العملة قد جُلبت إلى الجزيرة من خلال مشاريع هذا المستكشف الصيني في عصر سلالة مينغ، واعتبر هؤلاء الباحثون هذا دليلاً على أن تشنغ خه زار أيضًا المنطقة المعروفة اليوم باسم كينيا. في عام 2013، أثناء رحلة استكشافية مشتركة إلى جزيرة ماندا، عثر الباحثان تشابوروكا كوسيمبا من متحف فيلد للتاريخ الطبيعي وسلون ويليامز من جامعة إلينوي في شيكاغو على عملة يونغلي تونغباو هناك، كما يُنسب إلى هذه العملة أيضًا أنها من المحتمل أن تكون قد جلبت إلى هناك أثناء رحلة تشنغ خه.